# Société des auteurs et compositeurs dramatiques
Pour les articles homonymes, voir SACD.
La Société des auteurs et compositeurs dramatiques (SACD), anciennement Bureau de législation dramatique jusqu’en 1829, est un organisme de gestion collective (OGC) et est la plus ancienne des sociétés de gestion collective des droits d’auteurs. C'est une société civile à but non lucratif.
Fondée le 3 juillet 1777 par Pierre-Augustin Caron de Beaumarchais,,,, la SACD perçoit et répartit les droits de plus de 60 000 auteurs membres, représentant les répertoires du spectacle vivant, de l’audiovisuel, du cinéma et du web : auteurs de théâtre, chorégraphes, metteurs en scène, compositeurs, réalisateurs, scénaristes et vidéastes.
La SACD défend le statut et les droits des auteurs via des actions politiques et institutionnelles, accompagne les auteurs pour leurs démarches fiscales, sociales et professionnelles et soutient la création contemporaine via des actions culturelles financées par la rémunération pour copie privée.

## Historique
Au début de l’année 1777, Pierre-Augustin Caron de Beaumarchais refuse les 4 506 livres promises par la Comédie-Française pour les trente-deux premières représentations du Barbier de Séville. Il exige avant tout des comptes plus réguliers faisant connaître le nombre de représentations, la recette casuelle de chaque représentation, le prix de l’affermage annuel des petites loges, le prix des abonnements annuels et personnels, le prix de l’arrangement annuel et fixe de l’impôt en faveur des pauvres, la fixation des frais journaliers par le dernier arrêt du conseil, l’état exact des augmentations journalières qui pouvaient entrer dans les frais supportés par la société.
Après six mois de lutte et de persévérance, et sur l’avis du maréchal duc de Duras, Beaumarchais réunit tous les auteurs du Théâtre-Français dans le but de préparer un projet de règlement. La première réunion a lieu le 3 juillet 1777. Cette première réunion est l’origine de la SACD et voici sa première délibération :

« Aujourd'hui 3 juillet 1777, nous soussignés, étant assemblés sur l’invitation de M. de Beaumarchais, en raison de ce qui suit, il nous a présenté une lettre de M. le maréchal de Duras, à lui écrite en date du 15 juin 1777, annexée à la présente délibération, ainsi que la réponse qu'il y a faite, et nous a rendu compte de la conversation qui s'est ensuivie entre M. le maréchal et lui, et des intentions dans lesquelles il a trouvé MM. les premiers gentilshommes de la chambre, de faire un nouveau règlement à la Comédie-Française, relatif aux gens de lettres qui se sont consacrés à ce théâtre. Après avoir délibéré sur toutes les questions agitées dans la présente assemblée, nous avons arrêté ce qui suit, savoir : que nous avons prié et prions M. de Beaumarchais de nous représenter comme commissaire et représentant perpétuel nommé par nous pour suivre l'affaire présente, et tous autres événements qu'elle peut embrasser par la suite, tant auprès de MM. les premiers gentilshommes de la chambre que de toutes autres personnes qui pourraient y influer ; discuter nos intérêts, nous rendre compte de ses travaux, recevoir nos observations, les rédiger ; et enfin porter le vœu général de tous nous autres gens de lettres partout où nos intérêts l'exigeront ; et, pour partager entre plusieurs le fardeau de tous ces soins, nous avons prié et prions MM. Saurin, Marmontel et Sedaine, de se joindre à lui en mêmes qualités de nos commissaires et représentants perpétuels : et en cas de longue absence de l'un de nos susdits commissaires et représentants perpétuels, pour cause d'affaires ou de maladie, nous avons arrêté que nous nommerons à sa réquisition, dans une assemblée à ce sujet, l'un de nous pour le suppléer. Quant à ce qui regarde les auteurs dramatiques avoués par notre dite assemblée, et qui n'ont pu se trouver et signer à la présente délibération, nous avons arrêté qu'ils seront invités d'en prendre lecture, d'y faire leurs observations et d'y donner leur adhésion.
N'entendons, par la dénomination d'auteurs dramatiques, ayant droit d'avis et voix délibérative entre nous, que les auteurs qui ont une ou plusieurs pièces représentées à la Comédie-Française ; et nous convenons de n'admettre à délibérer désormais avec nous que les auteurs dramatiques qui seront dans le même cas expliqué ci-dessus.
Ont signé, Rochon de Chabannes, Lemierre, La Place, Chamfort, Bret, de Sauvigny, Blin de Sainmore, Gudin de La Brenellerie, Du Doyer, Lefèvre, Ducis, Favart, Dorat, Lemonnier, Cailhava, Leblanc, Barthe, Rousseau. »

Plus bas est écrit : « Et nous quatre, commissaires honorés de la nomination de la présente assemblée, avons accepté et signé la présente délibération Saurin, Marmontel, Sedaine, Caron de Beaumarchais ».
En 1791, les auteurs présentèrent une pétition à l’Assemblée nationale. Cette pétition donna lieu à la loi, du 13 janvier 1791, de la propriété littéraire et artistique qui forme encore aujourd’hui la base de la législation en ce qui concerne les droits des auteurs dramatiques.
En 1837, Eugène Scribe constitua légalement la SACD.
En 1932, la SACD achète l’hôtel Blémont et y installe son siège social au 11 rue Ballu 75009 Paris.

## Présidents de la SACD
Liste exhaustive des présidents de la SACD ayant officié :
- Charles Guillaume Étienne : 1829-1831 / 1843-1845 ;
- Népomucène Lemercier : 1831-1832 / 1833-1834 / 1835-1837 ;
- René Berton : 1832-1833 ;
- Eugène Scribe : 1834-1835 / 1837-1838 / 1852-1855 ;
- Casimir Delavigne : 1838-1841 ;
- Jean-Pons-Guillaume Viennet : 1841-1843 / 1845-1847 / 1849-1852 ;
- Pierre Antoine Lebrun : 1847-1848 ;
- Victor Hugo : 1848-1849 ;
- Honoré Mélesville : 1855-1856 / 1857-1860 ;
- Auguste Maquet : 1856-1857 / 1860-1862 / 1870-1871 / 1873-1875 / 1876-1881 ;
- Léon Laya : 1862-1863 ;
- Jules-Henri Vernoy de Saint-Georges : 1863-1866 / 1867-1870 ;
- Léon Gozlan : 1866-1867 ;
- Simon Lockroy : 1866-1867 ;
- Alexandre Dumas fils : 1871-1873 / 1894-1895 ;
- Camille Doucet : 1875-1876 / 1881-1885 / 1886-1889 / 1890-1893 ;
- Victorien Sardou : 1885-1886 / 1889-1890 / 1893-1894 / 1895-1898 / 1899-1902 ;
- Ludovic Halévy : 1898-1899 / 1902-1903 ;
- Alfred Capus : 1903-1904 / 1906-1908 ;
- Georges Ohnet : 1904-1906 ;
- Paul Hervieu : 1908-1909 ;
- Jean Richepin : 1909-1910 ;
- Paul Ferrier : 1910-1912 ;
- Pierre Decourcelle : 1912-1913 ;
- Robert de Flers : 1913-1914 / 1920-1923 ;
- Maurice Hennequin : 1914-1915 ;
- Romain Coolus : 1915-1916 / 1919-1920 / 1927-1928 ;
- Maurice Donnay : 1916-1918 ;
- Pierre Wolff : 1918-1919 ;
- André Messager : 1923-1925 ;
- André Rivoire : 1925-1927 ;
- Eugène Brieux : 1928-1929 ;
- Charles Méré : 1929-1932 / 1935-1938 / 1939-1944 ;
- Henry Kistemaeckers : 1932-1935 ;
- Émile Fabre : 1938-1939 ;
- Marcel Pagnol : 1944-1946 ;
- Roger-Ferdinand : 1946-1955 ;
- René Fauchois : 1955-1956 ;
- Jean-Jacques Bernard : 1957-1959 ;
- Raoul Praxy : 1959-1961 / 1964-1965 ;
- Armand Salacrou : 1961-1964 / 1965-1969 / 1970-1973 ;
- Henri Sauguet : 1969-1970 ;
- Alain Decaux : 1973-1975 ;
- Jean Valmy : 1975-1978 ;
- Armand Lanoux : 1978-1981 ;
- Yves Jamiaque : 1981-1983 ;
- Claude Santelli : 1983-1984 / 1986-1988 / 1990-1992 ;
- André Roussin : 1984-1986 ;
- Claude Brulé : 1988-1990 / 1992-1994 ;
- Youri : 1994-1995 / 1999-2000 ;
- Marcel Bluwal : 1995-1997 / 1998-1999 ;
- Pierre Tchernia : 1997-1998 ;
- Laurent Heynemann : 2000-2003 / 2004-2005 / 2010-2011 ;
- Christine Miller : 2003-2004 ;
- Francis Girod : 2005-2006 ;
- Jacques Fansten : 2007-2010 / 2012-2014 / 2016-2018 ;
- Sophie Deschamps : 2006-2007 / 2011-2012 / 2014-2016 / 2018-2019 ;
- Jean-Xavier de Lestrade : 2020-2022 ;
- Anne Rambach : 2022-2023
- Virginie Jallot : 2023-2024
- Brigitte Buc : 2024-

## Missions

### Accompagner les auteurs et gérer leurs droits
La SACD garantit le contrôle de l'exploitation des œuvres et assure la perception et le versement des droits d’auteur. Selon le principe de gestion collective, chaque auteur fait l’apport d’une partie ou de l’ensemble de ses droits lors de son adhésion à la SACD. La société assure alors la gestion des droits (perception et répartition des droits d'auteur) ainsi apportés en son nom et pour son compte.
Elle accompagne les auteurs dans la négociation de leurs contrats auprès des entrepreneurs de spectacles, des producteurs, des diffuseurs, des opérateurs et autres ; ou dans leur besoin de formation. La SACD met à la disposition de ses auteurs membres des lieux de rencontres et de travail pour favoriser les échanges (« la Maison des auteurs », salle de projection, bibliothèque…), et elle fournit des outils de simplification de leur vie professionnelle (démarches en ligne, accord d’autorisation en ligne, protection d'œuvre…).
À l’international, la SACD dispose d’un réseau d’OGC (Organisme de Gestion Collective) locales ou d'agents qui assurent une collecte des droits des auteurs et contribuent à la promotion et à la diffusion des œuvres des auteurs.
La SACD accompagne aussi les auteurs en période de difficulté (accompagnement de solidarité) ou lorsqu’ils cessent leur activité (calcul ou démarches de droits à la retraite). Elle représente et défend les auteurs dans les organismes sociaux au titre de la couverture sociale et de la prévoyance.

### Défendre les auteurs
La SACD est mandatée par les auteurs qui la détiennent et la composent pour protéger et défendre leurs droits. Elle veille au respect et à la reconnaissance du travail des auteurs et de leur place dans la chaîne de création en France et à l'étranger. Elle défend et promeut le droit d'auteur à l’international en agissant auprès des institutions européennes et internationales, et en travaillant avec les sociétés d'auteurs étrangères et les associations ou syndicats d'auteurs nationaux. La SACD développe des relations bilatérales avec des sociétés étrangères, afin de garantir à ses auteurs membres le paiement des droits d'exploitation de leurs œuvres à l'étranger.

### Protéger les auteurs
La SACD est un interlocuteur dans les négociations des contrats avec les producteurs et les diffuseurs des œuvres, pour déterminer les conditions d’utilisation justes pour les auteurs. Elle veille à ce que chaque auteur bénéficie d'un cadre global contractuel favorable.
Le 14 novembre 2019, à l'occasion des Assises pour la parité, l'égalité et la diversité, la SACD signe la Charte pour l’inclusion dans le cinéma et l’audiovisuel avec le Collectif 50/50, aux côtés des principales organisations professionnelles. Elle s'engage ainsi à favoriser la diversité de la société française au travers d’actions concrètes à tous les stades de la production cinématographique et audiovisuelle.

### Soutien à la création contemporaine
La SACD soutient la création contemporaine avec son action culturelle financée par les 25 % de rémunération pour copie privée (3 566 700 € en 2010). Elle finance et organise des actions et des événements destinés à valoriser les auteurs et la création, faire émerger de nouveaux talents et de nouvelles créations.
L’association Beaumarchais-SACD a été fondée en 1987 par la SACD. Elle révèle des auteurs émergents, les accompagne et favorise la réalisation de leurs projets en leur accordant des bourses d’aide à l’écriture.

### Lobbying
La SACD est inscrite depuis 2010 au registre de transparence des représentants d'intérêts auprès de la Commission européenne, et déclare en 2016 pour cette activité des dépenses annuelles d'un montant compris entre 100 000 et 200 000 euros.
La SACD déclare à la Haute Autorité pour la transparence de la vie publique exercer des activités de lobbying en France pour un montant qui n'excède pas 200 000 euros sur le second semestre 2017.

## Prix de la SACD
- Les prix SACD[18] ;
- Le Prix Henri-Jeanson[19] ;
- Le Prix Maurice-Yvain[20] ;
- Le Prix Mireille-Lantéri[21] ;
- Le Prix SACD de la dramaturgie francophone[22] ;
- Le Prix SACD de la Quinzaine des Réalisateurs[22] ;
- Le Prix SACD de la Semaine de la Critique[22] ;
- Le Prix SACD de la meilleure première œuvre de fiction d’expression française[22] ;
- Le Prix SACD du meilleur film d’animation francophone[22] ;
- Le Prix SACD dans la catégorie courts métrages[22] ;
- Le Prix SACD dans la catégorie transmédia[22] ;
- Le Prix SACD - Radio Nova : prix radio d’écriture de fictions sonores courtes en collaboration avec le festival Longueur d’ondes[23].

## Fonds de la SACD

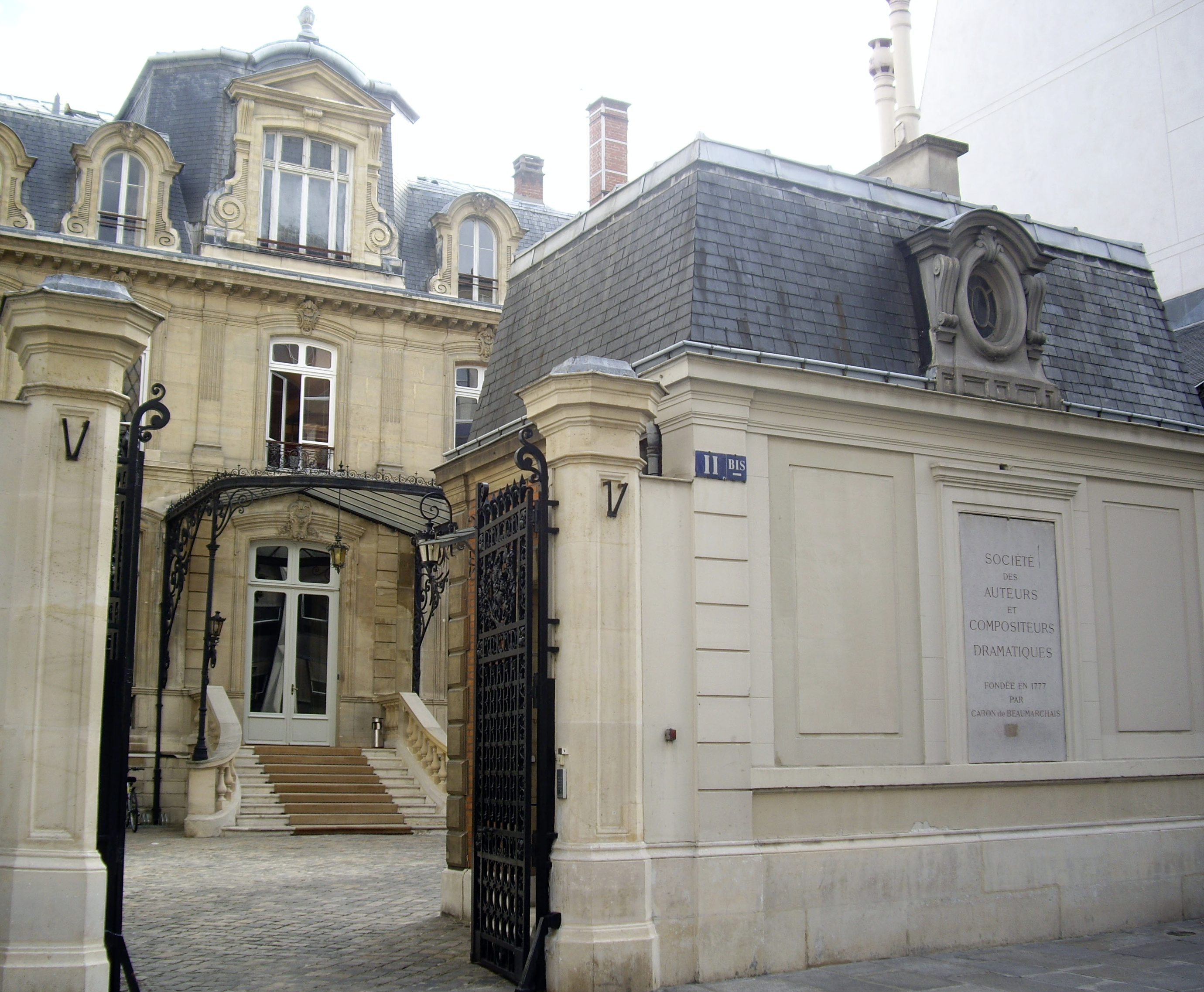
Siège de la SACD.

### Bibliothèque de la SACD
En 2009, la SACD a mis en ligne le catalogue de sa bibliothèque (pièce de théâtre, opéras, opérettes, fictions radiophoniques, fictions télévisuelles, fictions de cinéma…). Ces archives, datant du XVIIe siècle à nos jours, renseignent sur l’histoire de la SACD, les répertoires des auteurs, la programmation des théâtres, les combats menés par les auteurs, les fonds d’archives d’auteurs de théâtre, de radio, de musique, de danse, de cinéma ou de télévision.
- Auteurs d’espaces[25] ;
- Fonds SACD Humour / One Man Show[26] ;
- Fonds SACD Humour Avignon OFF[27] ;
- Fonds SACD Musique de scène[28] ;
- Fonds SACD Théâtre[29] ;
- Fonds SACD Théâtre Avignon OFF[30] ;
- Fonds Web Séries[31] ;
- Fonds de création lyrique (FCL)[32] ;
- Processus Cirque[33] ;
- Résidences d’auteurs – Écrire pour la rue[34].

### Contrôle de la SACD
En France, les droits et obligations des sociétés de perception et de répartition des droits d'auteur, comme la SACD, sont définis dans le titre II (Droits des auteurs) du code de la propriété intellectuelle. La Société des Auteurs et Compositeurs Dramatiques exerce son activité sous la tutelle du ministère de la Culture et, depuis 2001, sous le contrôle d'une Commission permanente de contrôle des OGC chargée de contrôler leurs comptes et leur gestion. Cette commission réalise un rapport annuel, soumis au Parlement, synthétisant les contrôles effectués et formulant un certain nombre de recommandations que doivent suivre les OGC. Depuis 2017, la Commission permanente de contrôle a un pouvoir de sanction sur les OGC.
|                 | 2010     | 2011     | 2012     | 2013     | 2014     | 2015     | 2016     |
| --------------- | -------- | -------- | -------- | -------- | -------- | -------- | -------- |
| Droits perçus   | 219,7 M€ | 204 M€   | 195 M€   | 215 M€   | 217 M€   | 222 M€   | 224,6 M€ |
| Droits répartis | 158,7 M€ | 203,5 M€ | 186,3 M€ | 194,4 M€ | 207,1 M€ | 224,4 M€ | 213,4 M€ |